# Kwadi
Kwadi é uma língua extinta que era falada no sudoeste de Angola, especialmente na região do Curoca. Nos anos 1950, restavam apenas cerca de 50 falantes, dos quais 4 ou 5 eram fluentes. Em 1965, existiam ainda três falantes parciais, mas a língua foi considerada extinta a partir de 1981.
Também é conhecida pelos nomes Bakoroka, Cuanhoca, Cuepe, Curoca, Koroka, Makoroko e Mucoroca. Possuía um dialeto chamado Zorotua (Vasorontu). O Kwadi era tradicionalmente falado por grupos nômades da região e apresentava traços linguísticos distintos dentro da família Khoe-Kwadi.  
Em 2024, foram descobertas duas falantes da língua, Clementina e Felismina, o que possibilitou novos estudos sobre a relação do Kwadi com outras línguas khoe-kwadi e a história das populações que habitaram a região.

## Relação com outras línguas
O Kwadi pertence à família Khoe-Kwadi, que inclui outras línguas faladas na África Austral. Estudos sugerem que os primeiros falantes dessa família linguística desempenharam um papel fundamental na introdução da pastorícia na região, o que é evidenciado pela palavra "guu", usada para se referir ao gado em diferentes línguas khoe-kwadi.